# Sao loại S

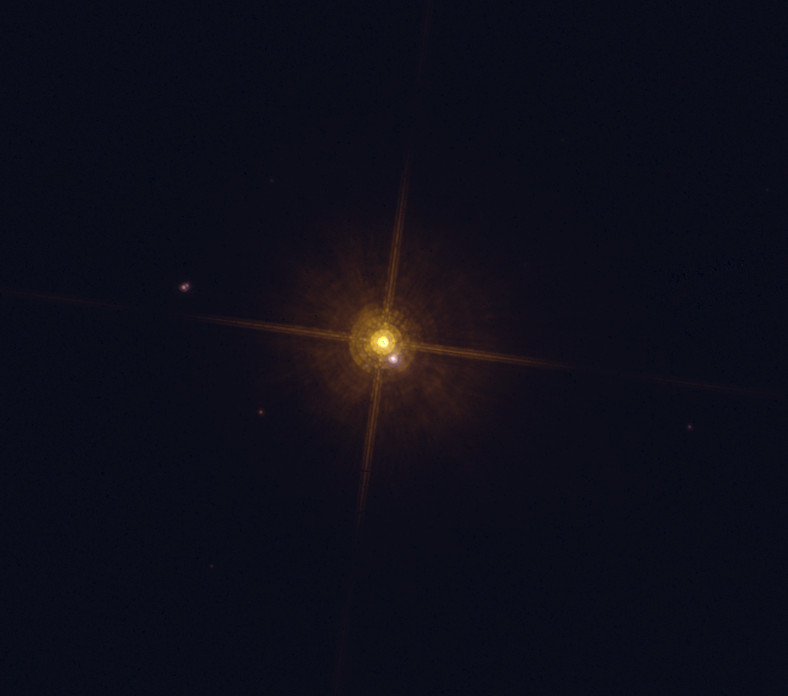
W Aquilae là một sao loại S và Mira variable với một sao đôi ở gần được chụp bởi Hubble Space Telescope.

Một ngôi sao loại S (hoặc chỉ là sao S) là một sao khổng lồ nguội với số lượng cacbon và oxy xấp xỉ bằng nhau trong bầu khí quyển. Nhóm này lần đầu được định nghĩa vào năm 1922 bởi Paul Merrill cho những ngôi sao có vạch quang phổ và dải phân tử bất thường, giờ đã biết là do các nguyên tố quá trình s.  Dải zirconi monoxit (ZrO) là đặc trưng giúp định nghĩa sao S.
Sao cacbon có nhiều cacbon hơn oxy trong bầu khí quyển. Ở hầu hết các ngôi sao, ví dụ như sao khổng lồ nhóm M, bầu khí quyền của chúng giàu oxy hơn cacbon và chúng thường được gọi là sao giàu oxy. Các sao loại S là loại ở giữa sao cacbon và sao khổng lồ thông thường. Chúng có thể bị chia thành hai nhóm: sao S thực chất, tức những sao mà có được phổ của chúng nhờ vào đối lưu các sản phẩm dung hợp và các nguyên tố quá trình s trên bề mặt; và sao S không thực chất, tức những sao được hình thành thông qua chuyển khối trong một hệ binary.

## Đặc điểm quang phổ
Các ngôi sao nguội, cụ thể là nhóm M, cho thấy các dải phân tử, với titanium(II) oxide (TiO) đặc biệt mạnh. Một phần nhỏ những sao nguội này do đó cũng cho thấy những dải zirconium oxide (ZrO) mạnh. Sự tồn tại của các dải ZrO có thể phát hiển được rõ ràng trong phổ nhìn thấy được là định nghĩa của một sao loại S.